# Ĝ
Ĝ è la nona lettera dell'alfabeto dell'esperanto. Foneticamente, corrisponde al suono [ʤ] come nell'italiano "giallo" (secondo l'alfabeto IPA).